# Драгољуб Крнета
Драгољуб Крнета (Горња Драготиња код Приједора, 13. октобар 1949 — Бањалука, 5. фебруар 2023) био је српски универзитетски професор социјалне психологије.

## Биографија
Дипломирао је на Филозофском факултету у Сарајеву 1977. године, а докторску дисертацију одбранио је 1998. године на Универзитету у Српском Сарајеву. Биран је у звање доцента на Учитељском факултету Универзитета у Београду, 1999. године, и ванредног професора на Филозофском факултету Универзитета у Источном Сарајеву, 2006. године. Пензионисан је као редовни професор, за ужу научну област Социјална психологија, на Катедри за психологију Филозофског факултета Универзитета у Источном Сарајеву. Био је ментор при изради више магистарских радова и докторских дисертација, члан редакције и рецензент у неколико часописа, рецензент више од десет књига из области друштвених наука. 
Заједно са проф. др Ратком Дунђеровићем учествовао је и у оснивању Одсјека за психологију на Филозофском факултету Универзитету у Источном Сарајеву, а од октобра 2010. до септембра 2012. године био је руководилац катедре. Објавио је више од стотину истраживачких, стручних и публицистичких радова у часописима, зборницима и другим гласилима и публикацијама.
Обављао је и функцију директора Републичког педагошког завода Српске.